# Herman Nyberg
Herman Nyberg, född 22 februari 1880 i Göteborg, död 6 juli 1968 i Västra Frölunda, var en svensk seglare.
Han seglade för Göteborgs KSS. Han blev olympisk guldmedaljör i Stockholm 1912.